# Стрешневы Горы
Стрешневы Горы — деревня в Лотошинском районе Московской области России.
Относится к городскому поселению Лотошино, до реформы 2006 года — к Монасеинскому сельскому округу. Население — 111 чел. (2010).

## География
Расположена в юго-восточной части городского поселения, примерно в 8 км к юго-западу от районного центра — посёлка городского типа Лотошино, с которым существует автобусное сообщение. В деревне три улицы — Клубная, Полевая и Рабочая. Соседние населённые пункты — село Корневское, деревни Монасеино, Редькино, Михалёво, Натальино. Автобусное сообщение с райцентром.

## Исторические сведения
На карте Ф. Ф. Шуберта 1860 года обозначена как Горы.
В «Списке населённых мест» 1862 года Горы — владельческая деревня 2-го стана Волоколамского уезда Московской губернии по правую сторону Зубцовского тракта (из села Ярополча), при пруде, в 36 верстах от уездного города, с 51 двором и 544 жителями (270 мужчин и 274 женщины).
До 1924 года входила в состав Марковской волости, а после её упразднения — в состав вновь образованной Раменской волости.
По материалам Всесоюзной переписи населения 1926 года относилась к Горскому сельсовету, в ней проживало 853 человека (410 мужчин, 443 женщины), насчитывалось 174 хозяйства, имелась школа.
С 1929 года — населённый пункт в составе Лотошинского района Московской области.

## Население
| 1852 | 1859 | 1926 | 2002 | 2006 | 2010 |
| ---- | ---- | ---- | ---- | ---- | ---- |
| 536  | ↗544 | ↗853 | ↘127 | ↗131 | ↘111 |